# Petrolisthes armatus
Petrolisthes armatus is een tienpotigensoort uit de familie van de Porcellanidae. De wetenschappelijke naam van de soort werd in 1850 voor het eerst geldig gepubliceerd door Gibbes.

## Verspreiding
Petrolisthes armatus heeft een breed verspreidingsgebied dat de tropische oostelijke Stille Oceaan omvat van Mexico tot Peru, de westelijke Atlantische Oceaan van Noord-Carolina tot Zuid-Brazilië en de oostelijke Atlantische Oceaan van Senegal tot Angola. Het oorspronkelijke verspreidingsgebied is echter onbekend. Geïntroduceerde populaties zijn gemeld vanaf de Atlantische kust van Florida, zich noordwaarts uitstrekkend tot Cape Fear, North Carolina. Naarmate de winters warmer worden, kan deze soort naar het noorden kruipen, een fenomeen dat Caribische kruip wordt genoemd. Sinds zijn verspreiding langs de zuidelijke oostkust van de Verenigde Staten, heeft hij een zeer grote overvloed bereikt in Georgia en South Carolina, tot wel 20.000-30.000 krabben per m². Gemelde ecologische effecten zijn onder meer het veranderen van leefomgevingen en het concurreren met inheemse krabben. De krab bewoont intergetijdengebieden en ondiepe subtidale habitats, zoals zacht sediment, rotsachtig rif, oesterrif en mangroven.